# Février 2007

## Actualités du mois

### Jeudi1erfévrier
- Afrique : suite de la visite officielle du président chinois Hu Jintao, au Liberia, au Soudan, en Zambie, en Namibie, en Afrique du Sud, au Mozambique et aux Seychelles du 2 au 10 février.
- Europe : Une rupture de ligne en Allemagne aboutit à une chute de consommation d’environ 800 MW en France, et s’étend également dans d’autres pays.
- France : 
  - L’interdiction de fumer dans certains lieux publics (lycées, collèges, entreprises…) devient effective.
  - De 19h55 à 20h00 (heure française) : opération « Cinq minutes de répit pour la planète », consistant à éteindre les lumières, lancée et reprise par de nombreuses associations environnementales pour réveiller les consciences sur les gaspillages et interpeler les politiques.
- Grande-Bretagne : Le parti travailliste aurait détourné des fonds au profit de Tony Blair[réf. nécessaire].
- Tchad : à Adré, affrontements entre rebelles tchadiens et l’armée gouvernementale.

### Vendredi2 février
- Environnement : à Paris, Conférence internationale « pour une gouvernance écologique mondiale ». Le président Jacques Chirac propose que les Nations unies adoptent une « Déclaration universelle des droits et devoirs environnementaux ».
- France : 
  - Publication du quatrième rapport du groupe d'experts intergouvernemental sur l'évolution du climat sur le réchauffement climatique, attribué quasi-certainement à l’activité humaine (probabilité égale ou supérieure à 90 %).
  - Dans le cadre de l’affaire Clearstream, le garde des Sceaux, Pascal Clément renvoie le juge Renaud Van Ruymbeke devant le Conseil supérieur de la magistrature. Le juge dénonce « une décision politique ».
  - Mort du comédien, metteur en scène et doubleur, Michel Roux (77 ans) et de la comédienne Giselle Pascal (85 ans).
- Kosovo : Le médiateur de l’ONU, le Finlandais Martti Ahtisaari, présent un plan ouvrant la voie à une future indépendance de la province, berceau historique de la Serbie.
- Serbie : Le président pro-européen, Boris Tadic, déclare : « La Serbie et moi-même (…) n’accepterons jamais l’indépendance du Kosovo »

### Samedi3 février
- Irak : 
  - Au moins 130 morts et 305 blessés dans un attentat sur une place de marché dans le quartier Chiite de Sadriyah à Bagdad.
  - Selon une évaluation des Nations unies, près de trois mille civils irakiens ont été tués par des attentats pendant le seul mois de janvier.
- Italie : Le Premier ministre annule tous les matchs de football à cause des émeutes de la veille.

### Dimanche4 février
- Journée mondiale contre le cancer.
- Grande-Bretagne : Un nouveau foyer de grippe aviaire est détecté à l’est de Londres, le ministre français de l’Agriculture saisit l’Agence française de sécurité sanitaire.

### Lundi5 février
- États-Unis : Le lieutenant Ehren Watada compare devant la Cour martiale de Fort Lewis pour avoir refusé en juin 2006 de partir combattre en Irak en arguant que cette guerre « basée sur des mensonges » avait un caractère « illégal et immoral ».

### Mardi6 février
- Journée internationale contre les mutilations génitales féminines.
- France : Christian Streiff devient PDG de PSA Peugeot Citroën.
- Royaume-Uni : Le tabloïd britannique The Sun dévoile une vidéo révélant une bavure américaine en 2003, en Irak.

### Mercredi7 février
- France : 
  - La condamnation de José Bové à quatre mois de prison ferme pour l’arrachage de plans transgéniques à Menville en juillet 2004 est confirmée par la Cour de Cassation.
  - Début du procès devant le tribunal correctionnel contre l’hebdomadaire Charlie Hebdo pour avoir publié en février 2006, les caricatures de Mahomet auparavant publiées dans d’autres journaux. Les parties civiles sont : la Grande Mosquée de Paris, l’Union des organisations islamiques de France et la Ligue islamique mondiale.
- Palestine : à La Mecque, sous la houlette de l’Arabie saoudite, début du sommet réunissant le président de l’Autorité palestinienne, Mahmoud Abbas, pour le Fatah d’un côté, le Premier ministre Ismaël Haniyeh et le chef du bureau politique du Hamas à Damas pour l’autre partie.

### Jeudi8 février
- Arabie saoudite : Accord conclu à La Mecque entre le Fatah et le Hamas sur la mise en place d’un gouvernement d’unité nationale en Palestine.
- Corée du Nord : à Pékin, reprise des négociations à six (Chine, Corée du Nord, Corée du Sud, Russie, Japon, États-Unis) sur la désactivation du programme nucléaire nord-coréen.
- Entreprise : Alcatel-Lucent, le nouveau groupe de télécommunications franco-américain, annonce la suppression de 12 500 emplois contre 9 000 initialement prévus. Cela concernerait de 1 500 à 2 000 postes en France.
- France : Dans le cadre du procès contre l’hebdomadaire Charlie Hebdo, le procureur Anne de Fontette requiert la relaxe.
- Italie : adoption du projet de loi reconnaissant « l’union de fait » homosexuelle ou hétérosexuelle par le gouvernement. Le pape Benoît XVI s’y oppose.
- Palestine : à La Mecque, le Hamas et le Fatah signent un accord sur un gouvernement d'union nationale palestinien pour mettre fin aux affrontements interpalestiniens et pour le rétablissement de l’aide internationale suspendue. Un gouvernement d’union nationale doit être formé dans un délai de cinq semaines.

### Vendredi9 février
- États-Unis : Un rapport de l’Inspection générale du Pentagone, présenté devant la commission des armées du Sénat, reconnaît implicitement que le Bureau des plans spéciaux, créé fin 2001, pour contrer la CIA, a sciemment manipulé des renseignements pour justifier l’intervention américaine en Irak.
- Guinée : Le président Lansana Conté nomme Eugène Camara au poste de premier ministre pour mettre fin à la grève générale.
- Viêt Nam : Les États-Unis acceptent pour la première fois de s’intéresser aux conséquences de l’utilisation de l’agent orange, une arme chimique, pendant la guerre du Viêt Nam. Ils acceptent de participer au financement d’une étude sur le nettoyage des sols de leur ancienne base près de Đà Nẵng.

### Samedi10 février
- Europe : à Munich, lors de la 43e Conférence internationale sur la sécurité, le président russe, Vladimir Poutine, visant le projet américain d’étendre le bouclier antimissile à la Pologne et à la République tchèque, déclare « Ainsi, l’équilibre n’existera plus du tout. »
- États-Unis : Barack Obama, 45 ans, sénateur démocrate de l'Illinois, annonce sa candidature à la présidence des États-Unis devant le capitole de Springfield, capitale de l'Illinois.

### Dimanche11 février
- France : 
  - Philippe Bidart sort de prison après 18 ans de détention.
  - Ségolène Royal, lors du rassemblement de huit mille militants socialistes à Villepinte, présente son « pacte présidentiel », décliné en cent propositions.
  - Eloi Devys( streamer,tiktoker) vient a la vie dans la belle ville de Nantes
- Portugal : référendum pour dépénaliser l’avorter jusqu’à 10 semaines après le début de la grossesse. Le gouvernement socialiste de José Sócrates défend le oui, l’Église le non. Le « oui » l’emporte avec 59,3 % des voix, mais le scrutin est invalidé en raison de la faiblesse du taux de participation au vote (56,4 % d’abstention), ce qui n’empêche pas le premier ministre socialiste José Sócrates d’annoncer la légalisation de l’avortement par voie parlementaire.
- Proche-Orient : début de la visite officielle, jusqu’au 13 février, du président russe Vladimir Poutine, en Arabie saoudite — à laquelle il propose une coopération dans le domaine nucléaire —, au Qatar et en Jordanie.
- Turkménistan : Élection présidentielle en vue de remplacer le président décédé Saparmyrat Nyýazow. Le président par intérim Gurbanguly Berdimuhamedow remporte le scrutin avec 89,23 % des voix. Il est investi dans sa fonction le 14 février.

### Lundi12 février
- France : Début du procès de la catastrophe de l’Erika devant le tribunal correctionnel de Paris.

### Mardi13 février
- Corée du Nord : à Pékin, dans le cadre des négociations sur la désactivation du programme nucléaire nord-coréen, le gouvernement nord-coréen s’engage à désactiver son programme nucléaire en échange de la fourniture par les américains de fioul et d’électricité.
- Liban : à Aïn Alaq-Bikfaya, dans la montagne libanaise, un double attentat contre des minibus cause la mort de douze personnes selon l’agence de presse libanaise ANI. Le responsable de cet attentat est le Fatah al-Islam.

### Mercredi14 février
- France : 
  - Libération conditionnelle de Philippe Bidart, le chef historique du mouvement armé séparatiste basque Iparretarrak, après dix-neuf ans de prison.
  - Sortie sur les écrans du film La Môme, une biographie d'Édith Piaf, réalisé par Olivier Dahan, avec dans le rôle de la grande chanteuse, l'actrice Marion Cotillard.
- Liban : à Beyrouth, célébration du deuxième anniversaire de l’assassinat de Rafic Hariri, organisée par les partis pro-gouvernementaux et réunissant plusieurs centaines de milliers de personnes.
- Serbie : Le parlement serbe vote le rejet du plan Ahtisaari sur l’indépendance du Kosovo par 225 voix sur 244 députés présents.

### Jeudi15 février
- Afghanistan : Le président américain George W. Bush, dans un discours devant l’American Enterprise Institute — une association de néo-conservateurs — annonce l’envoi de 3 200 militaires supplémentaires, et exige une plus grande implication de l’OTAN : « ...quand nos commandants (leur) disent : "Nous avons besoin d’une aide supplémentaire", les pays de l’OTAN doivent la fournir ».
- Afrique : 24e sommet Afrique-France, réunissant pendant deux jours à Cannes une quarantaine de dirigeants africains.
- Allemagne : Lancement de la semaine des fous du carnaval rhénan, à Cologne, Düsseldorf et Mayence.
- Bolivie : retour d’El Nino vers Santa Cruz, l’état d’urgence est déclaré.
- Espagne : Ouverture du procès des attentats du 11 mars 2004 à Madrid — il va durer plus de 6 mois. Il concerne 29 personnes, auteurs ou complices des attentats islamistes qui ont causé la mort de 191 personnes et en ont blessé 1 824 autres.
- France : Les Enfants de Don Quichotte, association d’aide aux SDF réinstalle des tentes au canal Saint-Martin à Paris.
- Japon : Naruto Shippûden sort au Japon.
- Split d’Audioslave.

### Vendredi16 février
- Corée du Nord : anniversaire des 65 ans de Kim Jong-il, fêté en grande pompe à Pyongyang.
- États-Unis : La Chambre des représentants vote, par 246 voix contre 182, une résolution désapprouvant l’envoi de 21 500 soldats supplémentaires en Afghanistan. La Maison-Blanche déclare que « la résolution n’a pas de caractère contraignant ».

### Samedi17 février
- Brésil : Début pour une semaine du carnaval de Rio-de-Janeiro, le plus important et le plus exubérant du monde, jusqu'au 24 février.
- États-Unis : Le Sénat rejette le passage au vote de la résolution votée la veille par la Chambre des représentants et désapprouvant l’envoi de 21 500 soldats supplémentaires en Afghanistan.
- France : mort de l’ancien ministre Maurice Papon (96 ans) à Pontault-Combault.

### Lundi19 février
- France : Le Parlement et le Sénat réunis en Congrès à Versailles, vote trois modifications de la Constitution : 
  - l’inscription de l’abolition de la peine de mort (828 voix pour et 26 voix contre) ;
  - le gel à la date de 1998 du corps électoral néocalédonien (724 voix pour, 90 voix contre et 55 abstentions) ;
  - la réforme du statut pénal du chef de l’État (249 voix pour, 203 voix contre et 217 abstentions).
- Inde, plusieurs bombes font 66 morts dans le Samjhauta Express, une des deux lignes de trains qui relient ce pays au Pakistan.

### Mardi20 février
- 2007 Aux États-Unis,à Los Angeles:Naissance de Eden et Savannah, les jumelles de Tom Mahoney et Marcia Cross, actrice dans desperate housewives.
- France : La Cour de cassation, dans deux affaires distinctes, s’oppose à l’adoption d’un enfant par un couple homosexuel, estimant celle-ci contraire à « l’intérêt supérieur de l’enfant ».
- Italie : Romano Prodi démissionne de la présidence du Conseil italien après que les sénateurs eurent désapprouvé sa politique militaire en Afghanistan.
- Japon : lancement du quatrième satellite espion japonais, destiné à surveiller les activités nucléaires de la Corée du Nord.

### Mercredi21 février
- Grande-Bretagne : Le Premier ministre, Tony Blair présente à la Chambre des communes la première phase de son calendrier de retrait des troupes britanniques en Irak.
- Italie : Le ministre des Affaires étrangères, Massimo D'Alema, défend devant le Sénat une motion en vue d’obtenir, dans le cadre de la mission de l’ONU en Afghanistan, l’envoi d’un contingent de soldats italiens et l’agrandissement de la base militaire américaine de Vicence. À la suite du rejet de la motion, Romano Prodi présente la démission de son gouvernement.
- Québec : le Premier Ministre Jean Charest lance la campagne électorale par la dissolution du Parlement. Les Québécois seront appelés aux urnes le 26 mars 2007.

### Vendredi23 février
- France : Le président de l’Assemblée nationale, Jean-Louis Debré est nommé Président du Conseil constitutionnel, par le président Jacques Chirac, en remplacement de Pierre Mazeaud.

### Samedi24 février
- Cinéma : Les films Lady Chatterley de Pascale Ferran (5 césars) et Ne le dis à personne sont les grands gagnants de la cérémonie des Césars 2007.
- Italie : Romano Prodi est chargé de former le nouveau gouvernement.

### Dimanche25 février
- Cinéma : Le film Les Infiltrés de Martin Scorsese reçoit à Los Angeles, l’Oscar du meilleur film.
- Espace : L’Agence spatiale européenne (ESA) annonce que la sonde spatiale Rosetta est arrivé à proximité de Mars.
- France : Convention nationale du Front national. Lors du discours de clôture, Jean-Marie Le Pen dénonce le « capitalisme financier planétaire ».
- Réunion : Le cyclone Gamède cause de nombreux dégâts lors de son passage sur l’île.
- Sénégal : Abdoulaye Wade est réélu Président dès le premier tour par près de 57 % des voix. L’opposition représentée par le Parti socialiste sénégalais dénonce un coup de « bluff ».

### Lundi26 février
- Arabie saoudite : Près de la ville de Médine, quatre ressortissants français sont assassinés par balles.

### Mardi27 février
- Afghanistan : Lors de la visite du vice-président américain Dick Cheney à la base américaine de Bagram, un attentat-suicide est perpétré contre l’entrée du camp.
- Europe : journée de la mémoire, de l’Holocauste et de la prévention des crimes contre l’humanité.
- France : Création par décret ministériel du Parc amazonien de Guyane, parc national français protégeant une partie de la forêt amazonienne située sur le territoire de la Guyane française, ce qui en fait le 8e parc national français.

### Mercredi28 février
- Europe : Louis Gallois, président de la société d’aéronautique Airbus et vice-président d’EADS, présente un plan de dix mille suppressions d’emplois (dont 4 300 en France). Le candidat Nicolas Sarkozy déclare : « Je ne considère pas que les États soient les partenaires les plus avisés. »
- Italie : Romano Prodi présente son nouveau gouvernement. Le Sénat vote la confiance au nouveau gouvernement de Romano Prodi.
- Europe : La société Airbus annonce son plan de restructuration Power 8, qui prévoit 10 000 suppressions de postes ainsi que la cession de plusieurs usines avant 2008.
- Thaïlande : le ministre des finances Pridiyathorn Devakula démissionne.

## Thématique

### Décès
Article détaillé Décès en 2007#Décès en février 2007